# Короткоклювая ложнонектарница
Короткоклювая ложнонектарница, или желтобрюхая ложнонектарница (лат. Neodrepanis hypoxantha), — небольшой вид птиц семейства мадагаскарских питтовых (Philepittidae).

## Ареал
Эндемик Мадагаскара. Обитает в горных дождевых лесах вдоль северного и восточного побережья острова. 

## Описание
Это птицы небольшого размера: длина 9—10 см. Оперение самцов очень яркое с чёткой жёлтой грудкой и чёрной спиной с переливчатым синим блеском. Оперение самок тусклое. Глаз окружен ярко-синими серёжками, которые имеют такой цвет, как и у остальных ложнонектарниц, благодаря специфической структуре пучков  коллагена. Клюв длинный и изогнутый, так как птица питается нектаром.

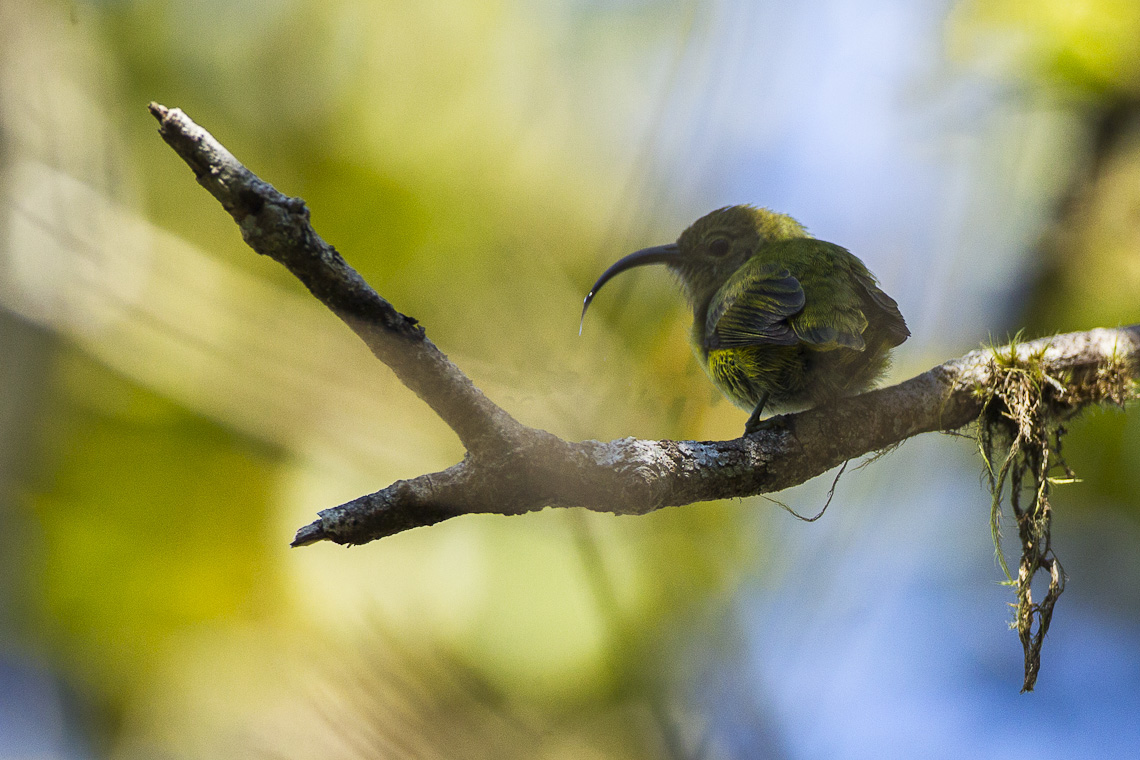
Короткоклювая ложнонектарница в национальном парке Ранумафана

## Питание
Короткоклювые ложнонектарницы активно питаются нектаром. Они защищают источник нектара от конкурентов сородичей, а также от птиц семейства нектарницевые.

## Угрозы
Короткоклювая ложнонектарница находится в списке уязвимых видов согласно BirdLife International и МСОП. Когда-то она считалась исчезающим видом и даже вымершим из-за отсутствия орнитологических наблюдений в горах. Последующие исследования показали, что численность вида выше, чем предполагалось ранее, однако он до сих пор находится под угрозой исчезновения из-за потери среды обитания и разделения ареала.